# Jaderná elektrárna Prairie Island
Jaderná elektrárna Prairie Island (anglicky Prairie Island Nuclear Power Plant) je provozní jadernou elektrárnou ve Spojených státech. Leží poblíž města Red Wing v Goodhue County ve státě Minnesota. Elektrárnu vlastní společnost Xcel Energy a provozovatelem je Northern States Power Company. Reaktory elektrárny dodala americká společnost Westinghouse.

## Historie a technické informace

### Reaktory
Jaderná elektrárna Prairie Island provozuje celkem dva jaderné reaktory o celkovém hrubém výkonu 1126 MW.

#### Blok 1
Výstavba prvního bloku započala dne 25. června 1968. Jedná se o dvousmyčkový tlakovodní reaktor M212 od Westinghouse. Jeho hrubý výkon činí 566 MW a čistý výkon po odečtení vlastních potřeb je 522 MW. K síti byl poprvé připojen dne 4. prosince 1973 a do komerčního provozu přešel dne 16. prosince 1973.
Blok má od NRC udělenou provozní licenci do 9. srpna 2033.

#### Blok 2
Výstavba druhého bloku byla zahájena ve stejný den, jako prvního bloku. Jde o identický tlakovodní reaktor, který disponuje hrubým výkonem 560 MW a čistým výkonem 519 MW.
23. září 2013 byl blok odstaven pro výměnu paliva při odstávce došlo také k výměně obou parogenerátorů. Provoz byl obnoven 13. ledna 2014.
Blok elektrárny byl odstaven z důvodu havarijního stavu dne 5. března 2015 signalizovaného požárním poplachem ve 4:00. Provozovatel elektrárny Xcel vyhlásili „oznámení o neobvyklé události“, což je nejnižší ze čtyř klasifikací nouzového stavu, které stanovila NRC. 
Reaktor se automaticky odstavil 17. prosince 2015 z důvodu poruchy turbíny a v tu dobu se spustil požární poplach. Operátoři vyhlásili „oznámení o neobvyklé události“. 
Blok má od NRC udělenou provozní licenci do 29. října 2034.

### Okolní obyvatelstvo
NRC definuje dvě zóny havarijního plánování kolem jaderných elektráren. První o poloměru 16 kilometrů, která se týká především vystavení radioaktivní kontaminace vzduchu a poté druhou o poloměru 80 kilometrů, jež se zabývá kontaminací potravin a vody.
Podle studie NRC zveřejněné v srpnu 2010 byl odhad každoročního rizika zemětřesení dostatečně silného na to, aby způsobilo poškození aktivní zóny reaktoru 1 ku 333 333.

## Informace o reaktorech
| Reaktor          | Typ reaktoru      | Výkon  | Výkon  | Zahájení výstavby | Připojení k síti | Uvedení do provozu | Uzavření |
| Reaktor          | Typ reaktoru      | Čistý  | Hrubý  | Zahájení výstavby | Připojení k síti | Uvedení do provozu | Uzavření |
| ---------------- | ----------------- | ------ | ------ | ----------------- | ---------------- | ------------------ | -------- |
| Prairie Island-1 | Westinghouse M212 | 522 MW | 566 MW | 25. 6. 1968       | 4. 12. 1973      | 16. 12. 1973       |          |
| Prairie Island-2 | Westinghouse M212 | 519 MW | 560 MW | 25. 6. 1969       | 21. 12. 1974     | 21. 12. 1974       |          |